# Рыночная площадь Старого города Варшавы
Рыночная площадь Старого города (пол. Rynek Starego Miasta) — центральная и старейшая часть Старого города в Варшаве. Долгие годы площадь играла важную роль в жизни города, как главный центр торговли, политических выступлений и просто место встреч варшавян и гостей столицы.

## История
Рыночная площадь в Старом городе до конца XVIII века считалась центральным местом и сердцем Варшавы. Она возникла в конце XIII века, вместе с основанием города.
Исторически в центре площади располагалась ратуша, первые упоминания о которой восходят к 1429 году. Здание часто подвергалось реконструкции из-за постоянных пожаров. В 1817 году она была разобрана.
Окружающие её здания были выполнены в готическом стиле и просуществовали до большого пожара 1607 года. Позднее они были восстановлены сначала частично в стиле Ренессанса, а затем в 1701 году — в стиле барокко, талантом архитектора Тильмана ван Гамерена.

Ратуша, также расположенная на площади, была реконструирована в 1580 году в стиле польского маньеризма по проекту Антонио де Ралиа. Архитектура ратуши была предельно схожа с оформлением аналогичных строений в Польше (к примеру, ратуша в Шидловеце). Её украшали аттик и 4 боковые башни. Башня с часами, украшенная аркадой, лоджий, венчалась острым шпилем, характерным для архитектуры маньеризма Варшавы (см. Королевский замок или (несохранившаяся) деревянная усадьба семьи Опалинских в Новом городе).

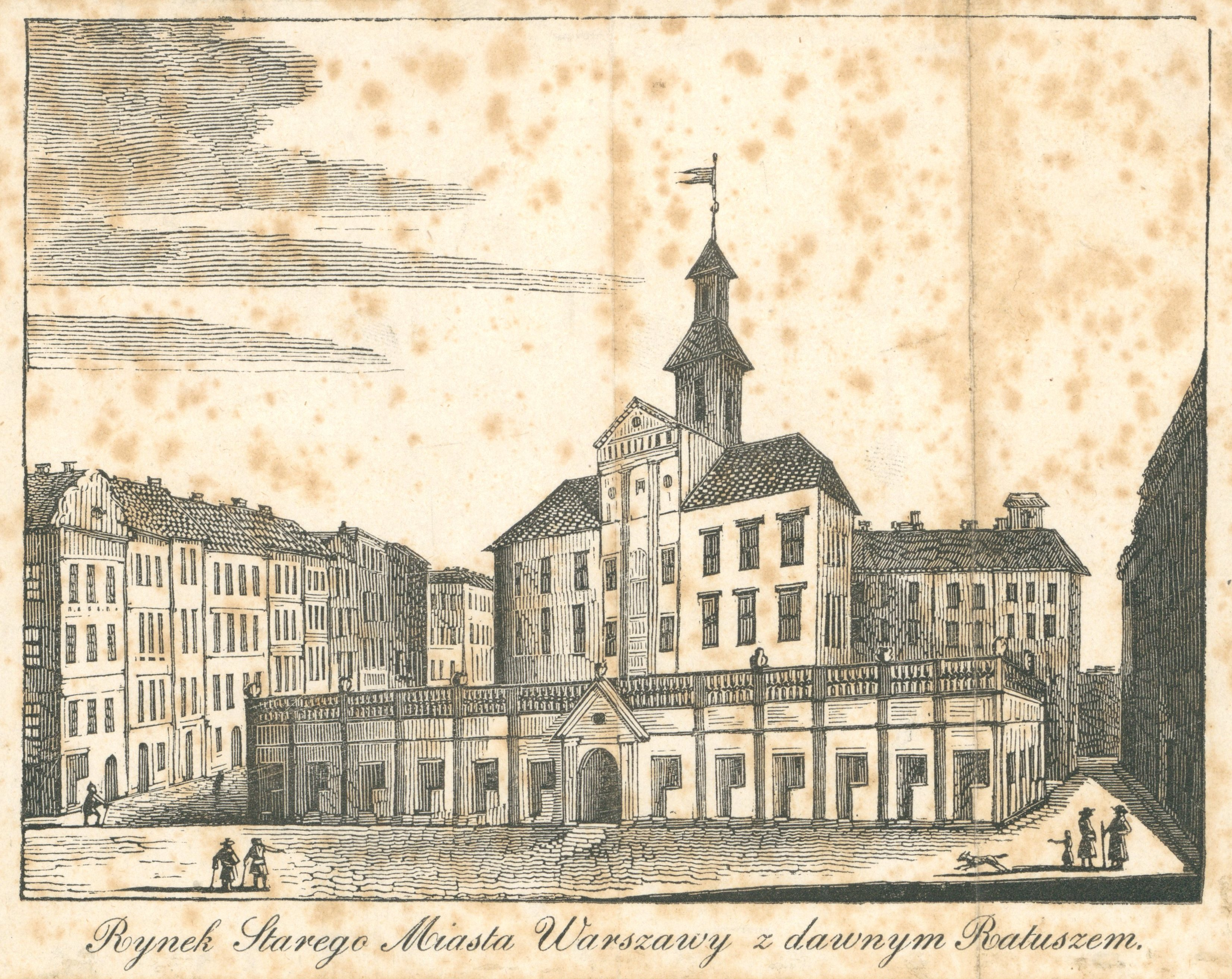
Ратуша в 1850 году

Район площади подвергался бомбардировкам немецких Люфтваффе во время Польской кампании вермахта 1939 года и был разрушен после подавления Варшавского восстания (1944).

## Достопримечательности
- Дом культуры старого города[1]
- Музей литературы им. Адама Мицкевича[2]
- Исторический музей Варшавы
- Варшавская русалка — герб Варшавы

Все четыре стороны площади названы в честь политических деятелей:
- Сторона Яна Декерта (Strona Dekerta) — северная сторона (номера домов 28-42)
- Сторона Франтишека Барсса[пол.] (Strona Barssa) — восточная сторона (номера 2-26)
- Сторона Гуго Коллонтая (Strona Hugo Kołłątaja) — западная сторона (номера 15-31)
- Сторона Игнация Закшевского (Strona Zakrzewskiego) — южная сторона (номера 1-13)

## Реконструкция
22 июля 1953 г. была завершена уникальная в своём роде реконструкция площади — её, фактически, воссоздали по оставшимся с довоенных времён изображениям. Сейчас это место считается одной из популярнейших достопримечательностей Варшавы.
Монумент Варшавской русалке, перенесённый с Рыночной площади в 1928 году, вернулся на своё историческое место в ноябре 1999 года.
29 февраля 2012 г. в рамках программы по восстановлению была завершена реконструкция подвалов по адресу Rynek Starego Miasta 28/42 — Сторона Декарта, общей площадью 1395 м² и суммой инвестиций 19 387 042 злотых.

## Галерея

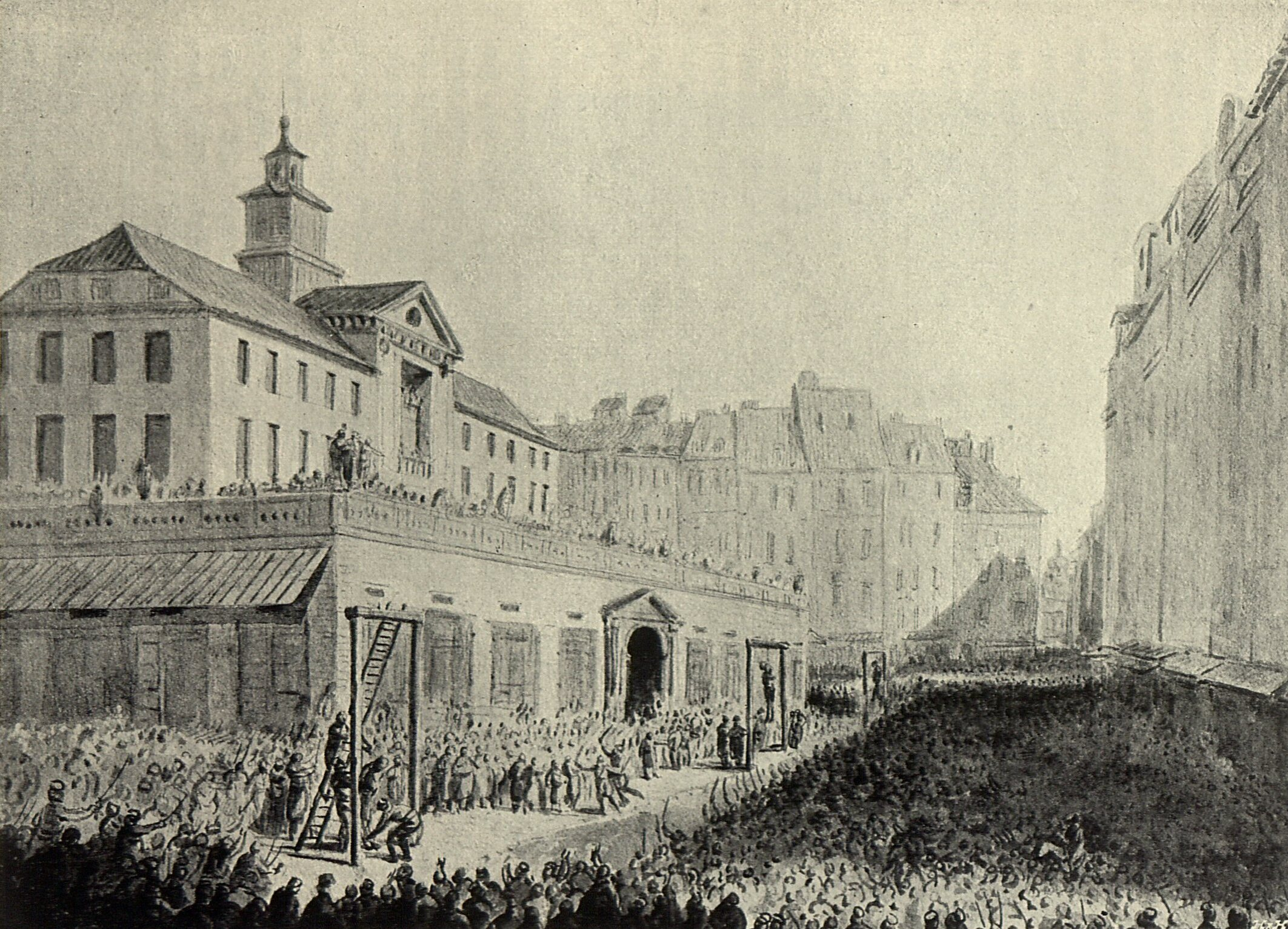
1794 год
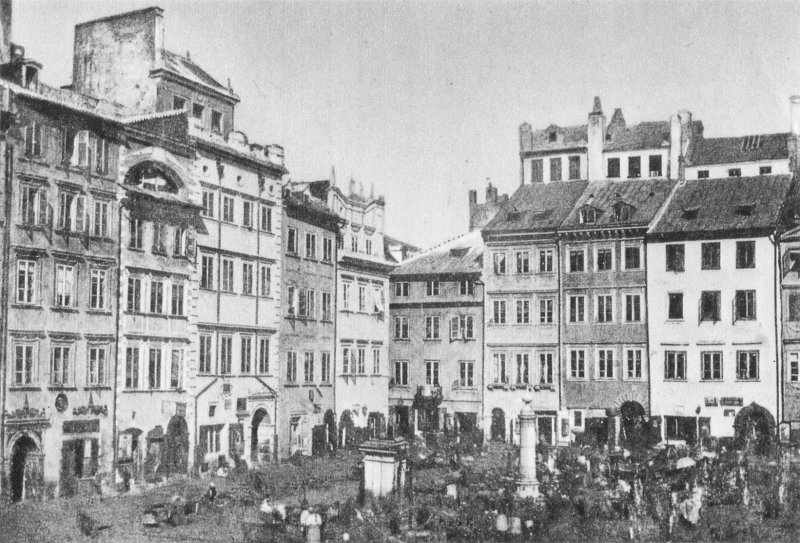
~1860 год
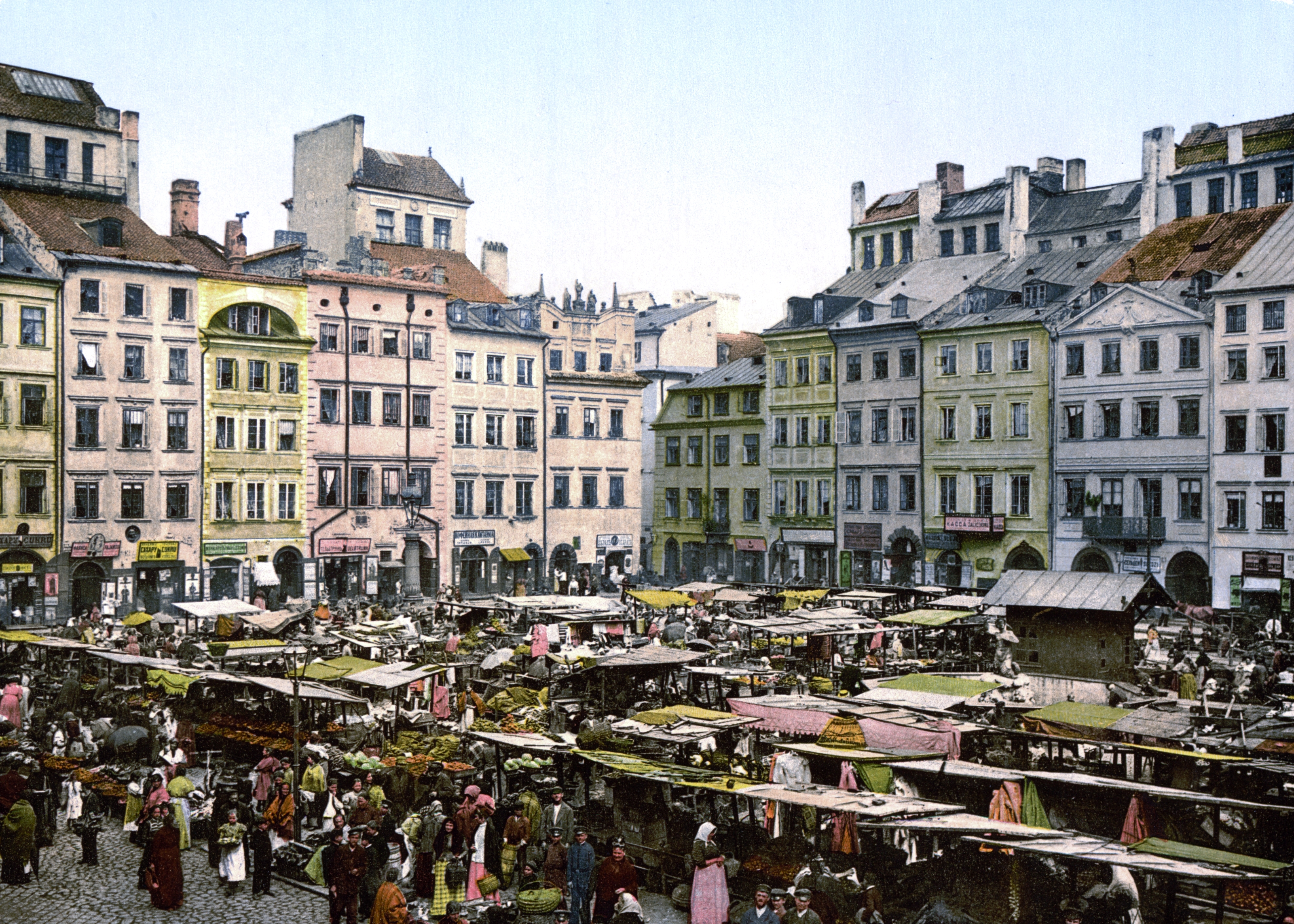
~1900 год
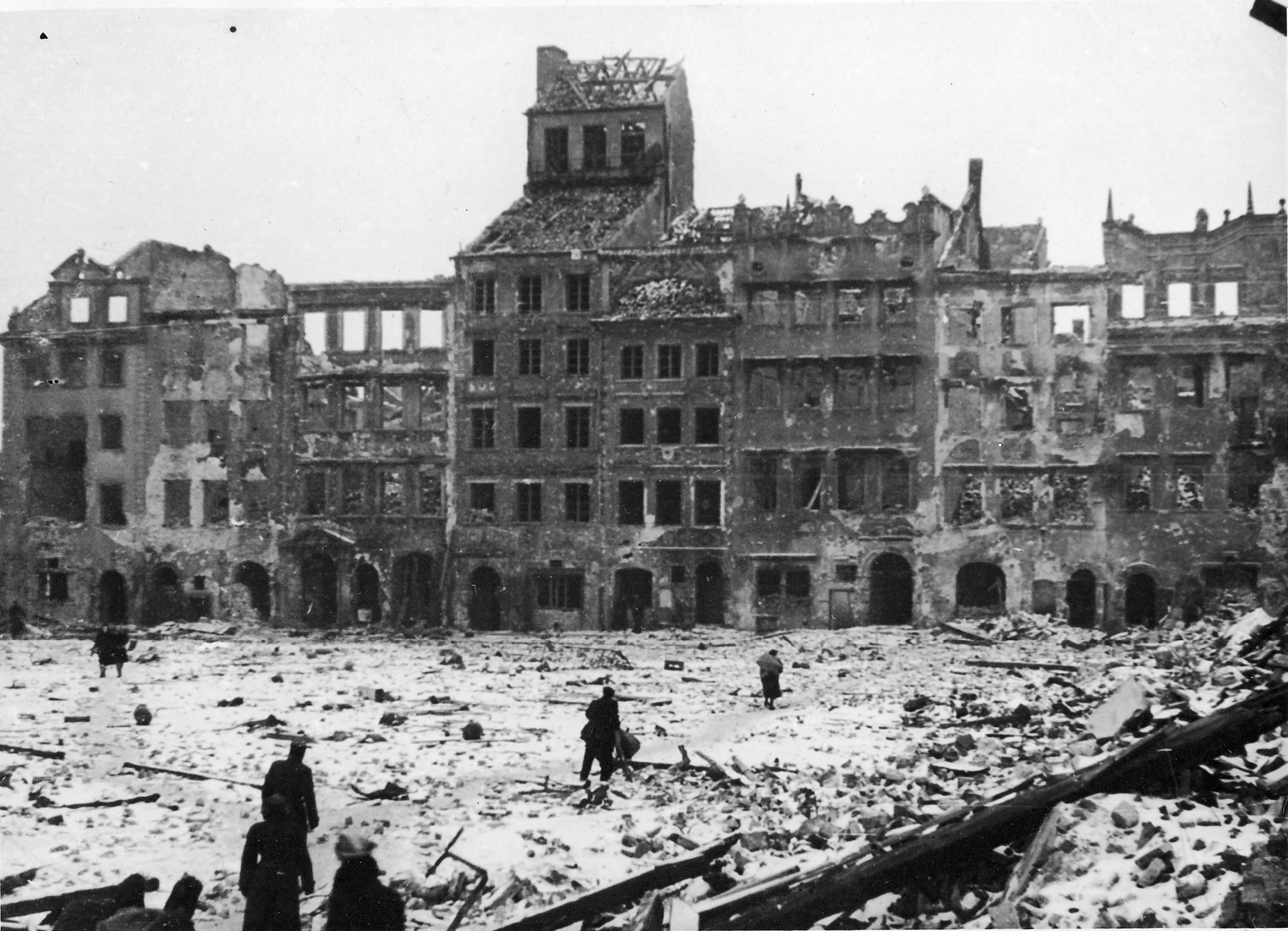
1945 год

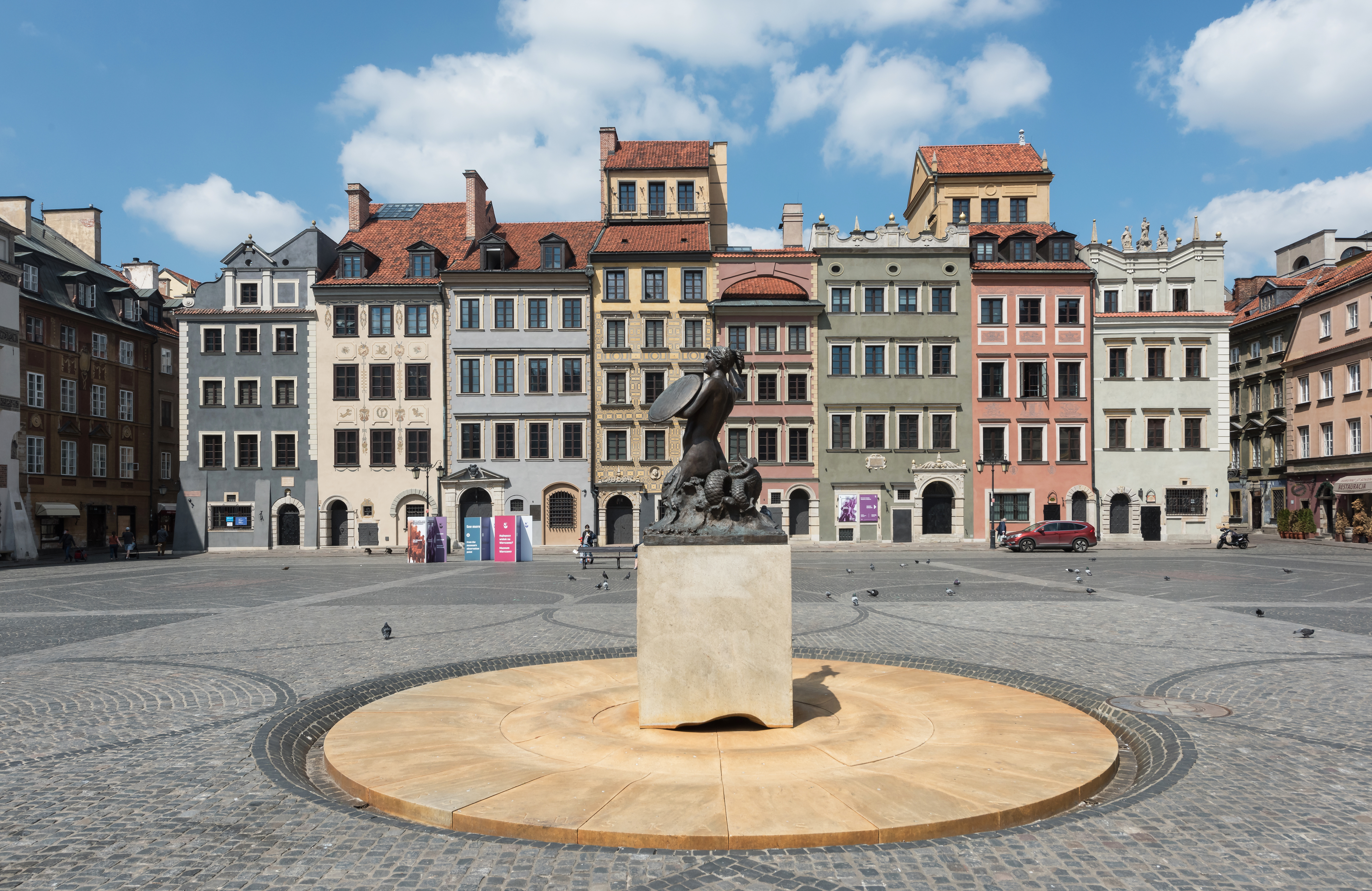
Сторона Яна Декерта
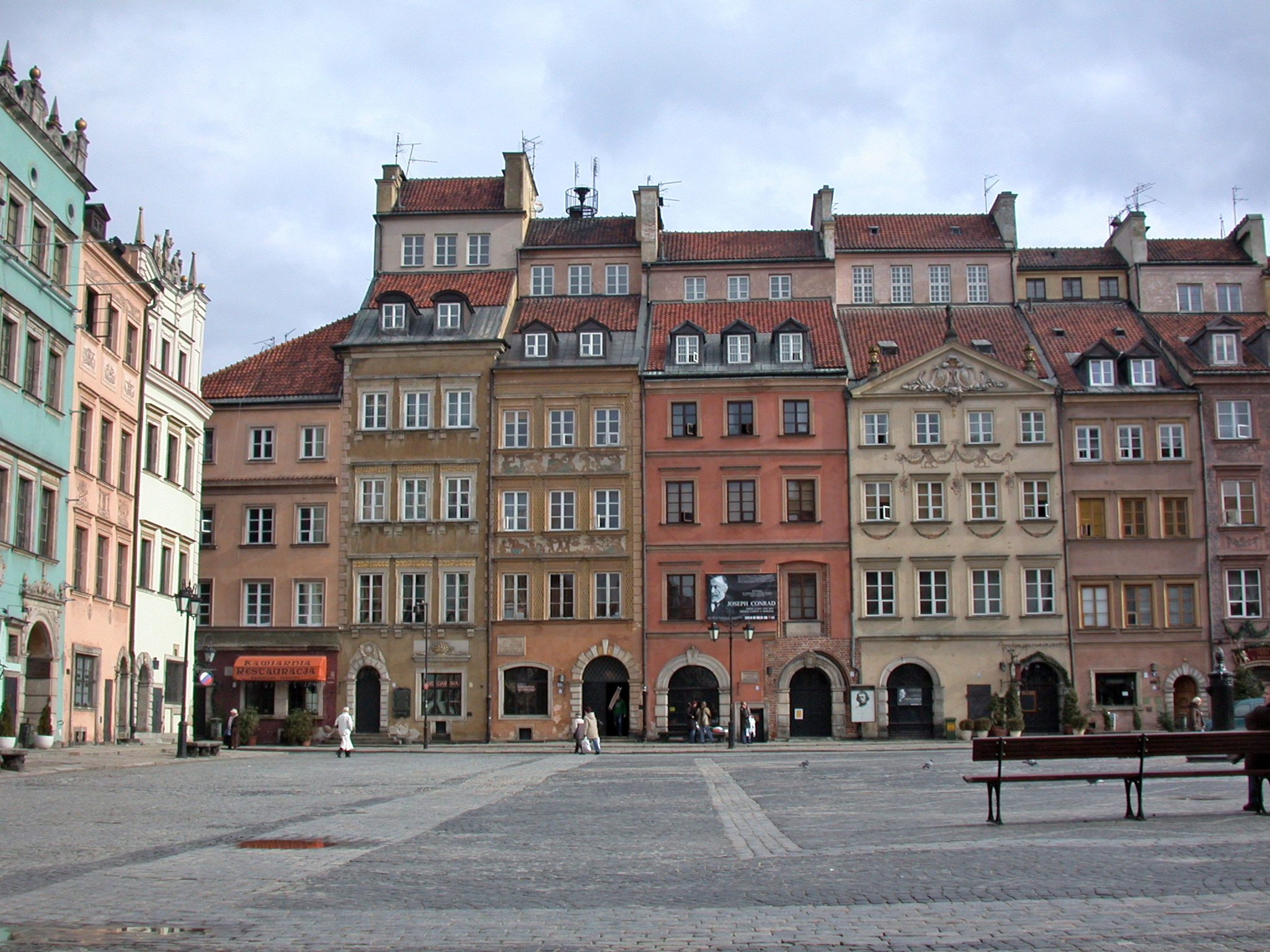
Сторона Франтишека Барсса
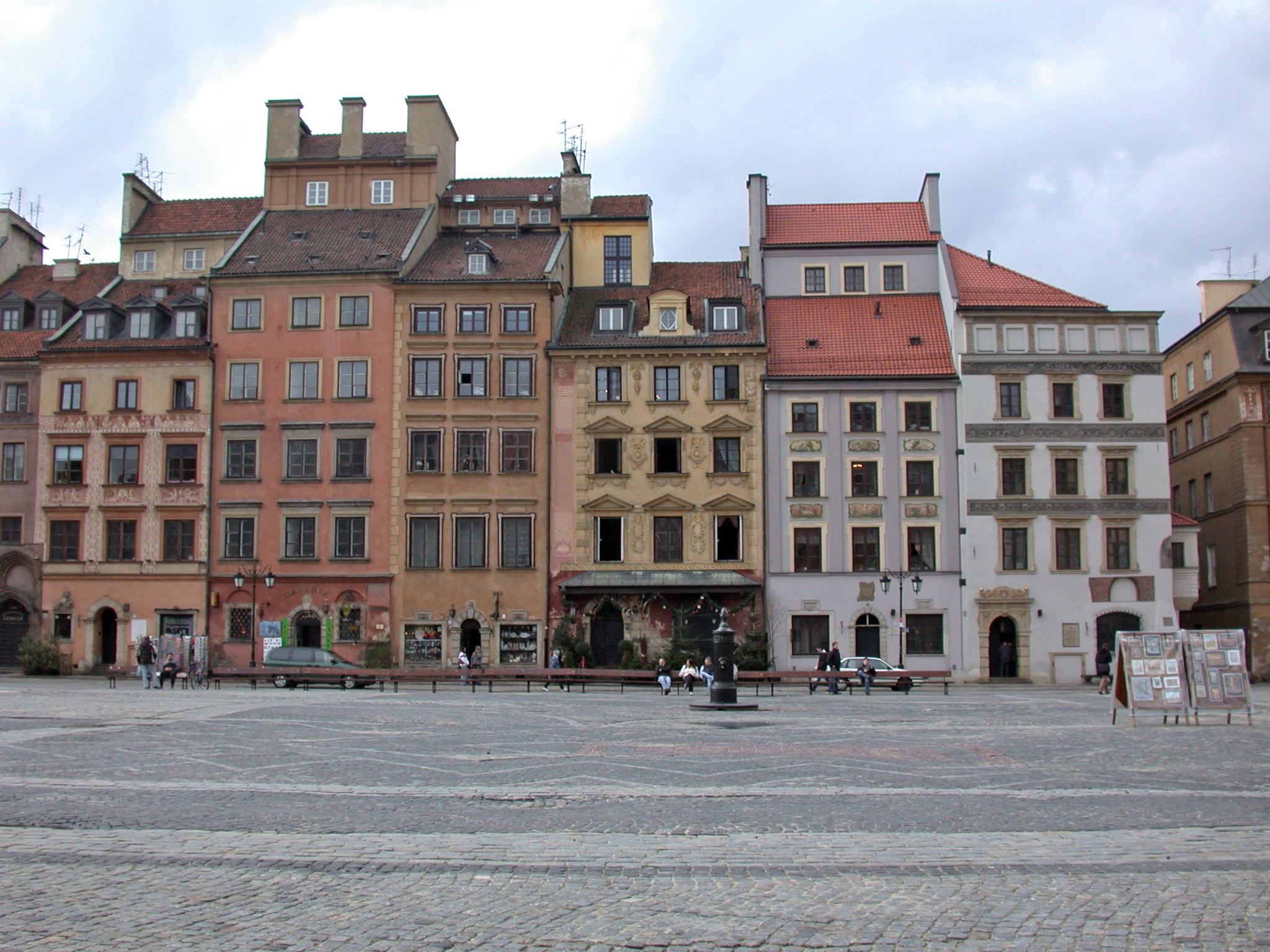
Сторона Гуго Коллонтая
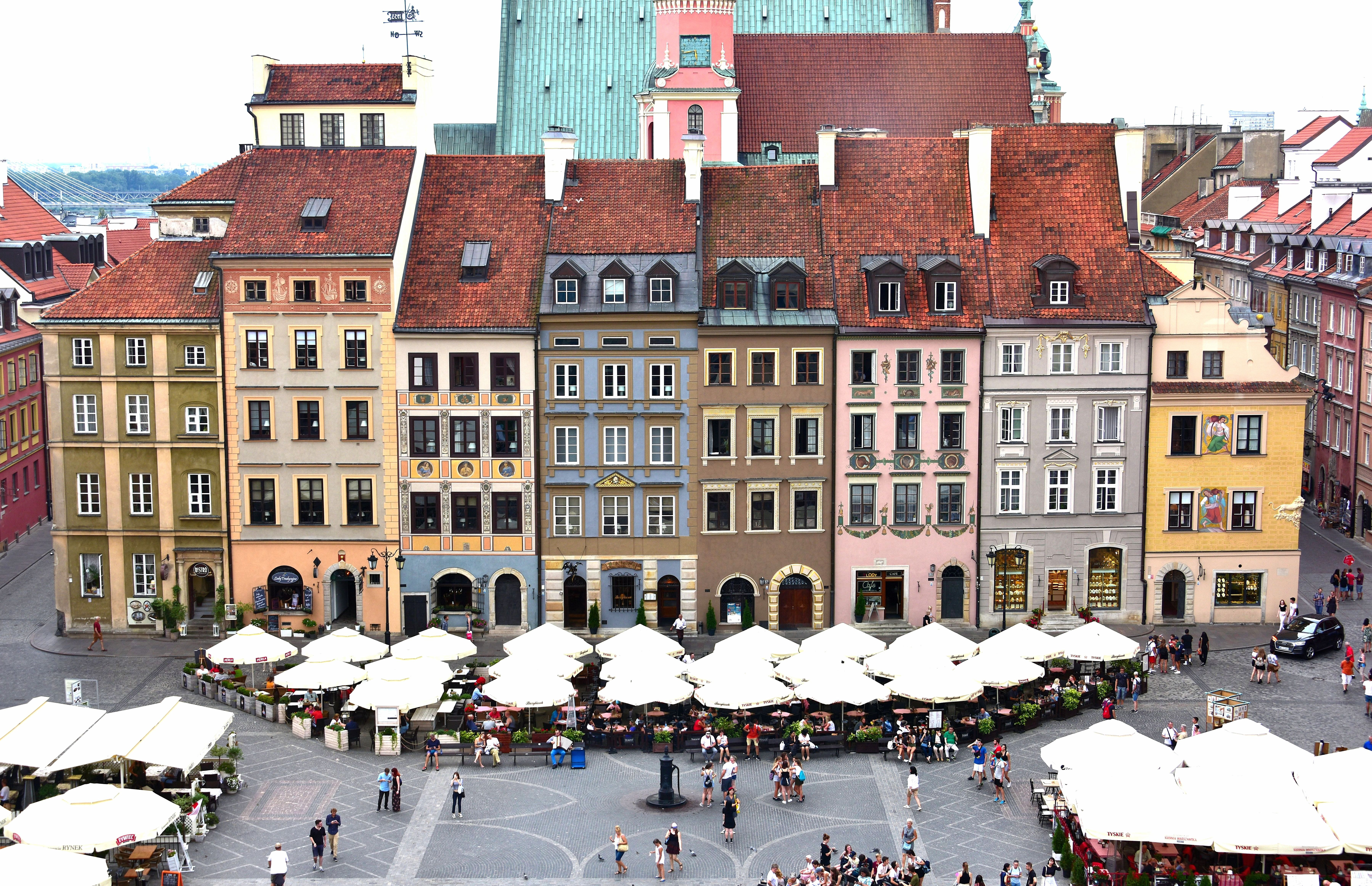
Сторона Игнация Закшевского

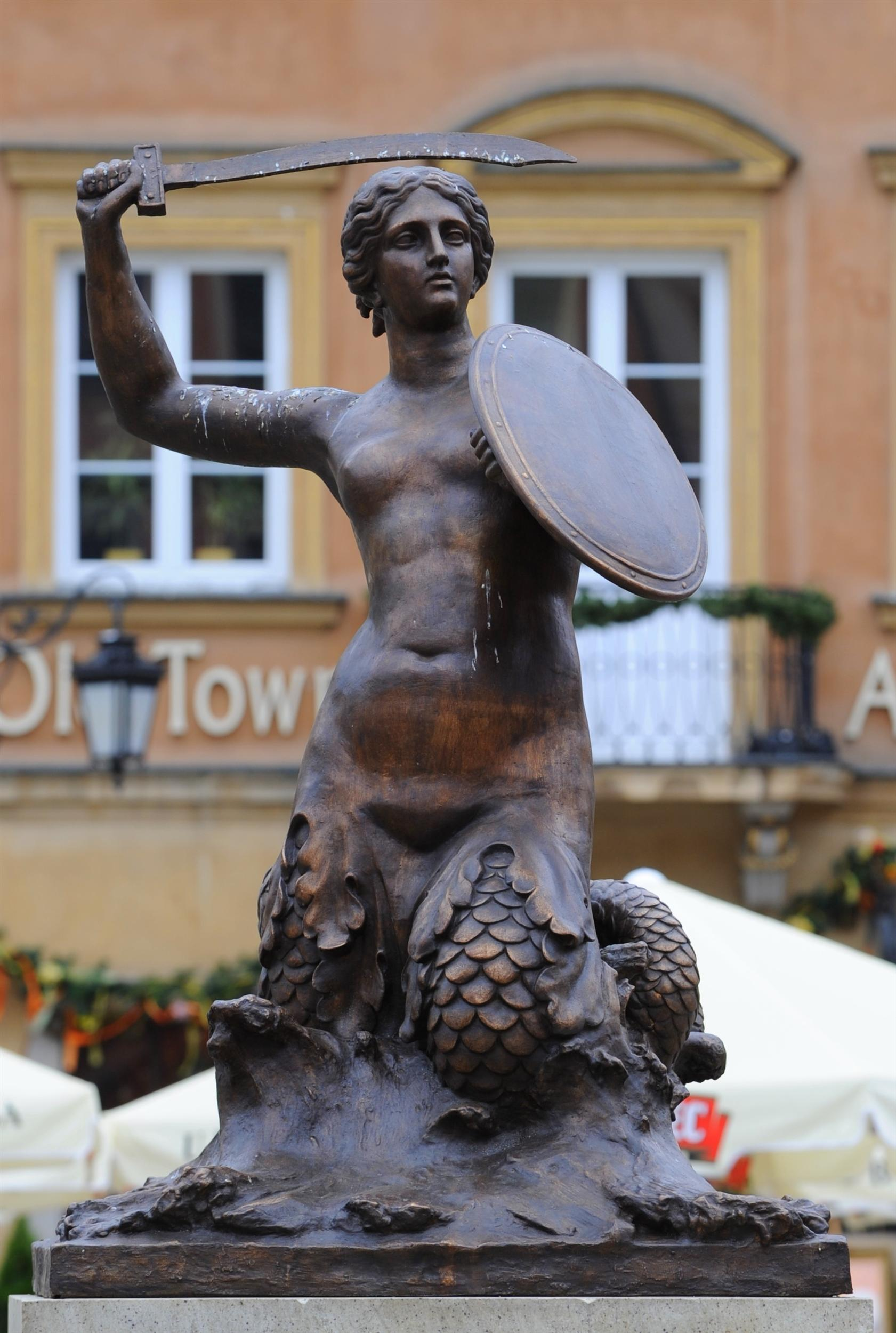
Варшавская русалка
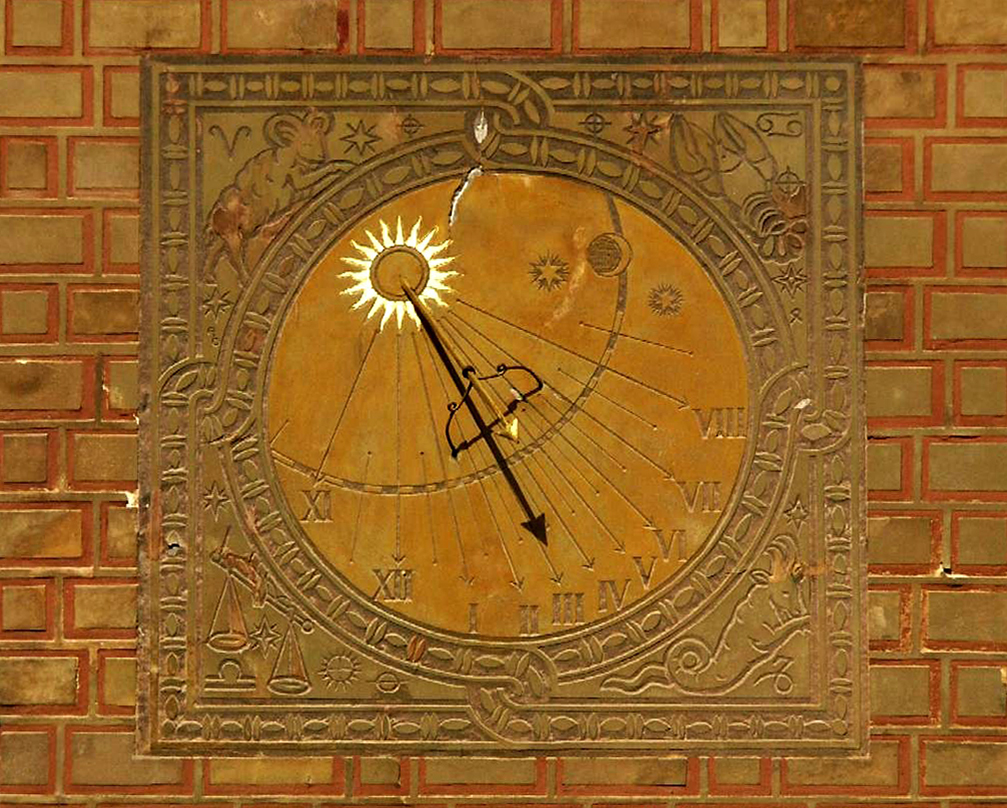
Солнечные часы на стороне Закшевского
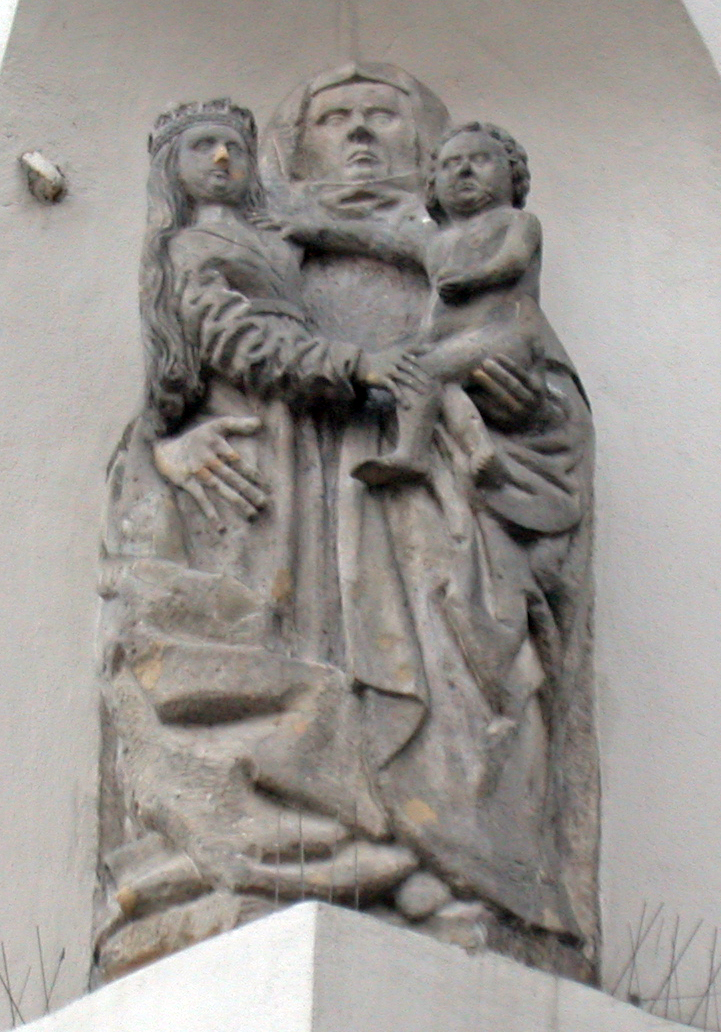
Статуя Св. Анны на стороне Коллонтая